# Tim Parkin
Tim Parkin (Penrith, 31 dicembre 1957) è un ex calciatore inglese, di ruolo centrocampista.

## Palmarès

### Club

#### Competizioni nazionali
- Coppa di Svezia: 1

Malmö FF: 1980